# Lumbini
Lumbini (in nepalese लुम्बिनी - Lumbinī; "l'incantevole") è un sito religioso che si trova in Nepal, a pochi chilometri dal confine con l'India e a circa 230 km dalla capitale Katmandu.
Dal 1997 è iscritta all'UNESCO come luogo patrimonio dell'umanità con il merito di essere un «...luogo unico e una testimonianza eccezionale di una tradizione culturale e di una architettura straordinaria illustrante significanti tappe della storia umana».
Luogo soprattutto di pellegrinaggio buddista, qui, intorno al VI secolo a.C., la regina Maya diede alla luce Siddhartha Gautama, che in seguito divenne Gautama Buddha, e dai cui insegnamenti nacque il buddismo. Gautama Buddha visse approssimativamente tra il 563 a.C. ed il 483 a.C. Per i buddhisti questo è una delle quattro principali mete di pellegrinaggio basate sulla vita del Buddha; le altre tre sono le località di Kushinagar, Bodh Gaya e Sarnath.
Lumbini si trova nella pianura del Terai a circa 20 km dal confine indiano, a metà strada fra Siddharthanagar (antica Bhairahava) e Kapilbastu, luogo in cui Buddha crebbe e visse fino all'età di 29 anni. Lumbini contiene numerosi templi buddhisti tra cui quello dedicato alla regina Maya. Vi si trova anche il terreno di Puskarini e i resti del palazzo di Kapilvastu. Altri luoghi attorno a Lumbini, nella tradizione buddista, avrebbero visto la nascita, il raggiungimento del Bodhi e la morte di altri Budda.

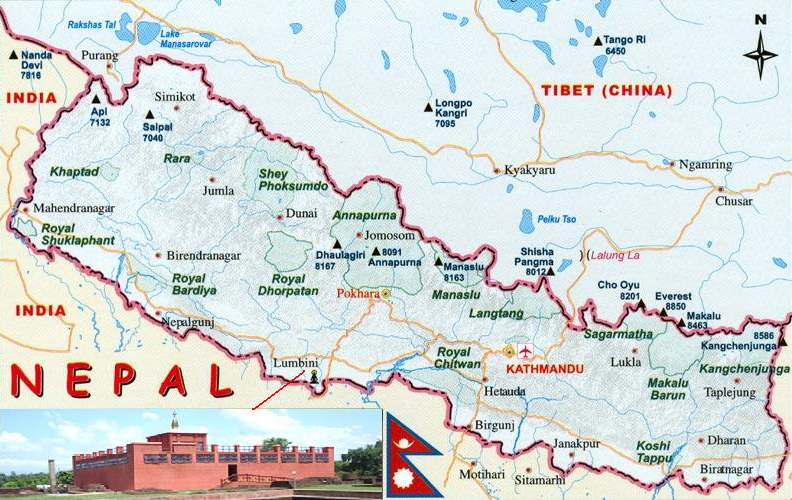
Posizione di Lumbini, Nepal

## Lumbini ai tempi del Buddha
Ai tempi del Buddha, Lumbini era un parco situato tra Kapilavatthu e Devadaha. Fu qui che nacque il Buddha. Una colonna ricorda la visita fatta a Lumbini da Aśoka. Secondo l'iscrizione sulla colonna, essa venne posata dalle persone responsabili del parco per ricordare l'importante visita e i doni offerti.. Il parco era noto prima con il nome di Rummindei, tre chilometri a nord di Bhagavanpura.
Nel Sutta Nipáta (vs. 683) si dice che Buddha nacque nel villaggio dei Sákya, a Lumbineyya Janapada. Il Buddha restò a Lumbinívana durante la sua visita a Devadaha, e qui espose il Devadaha Sutta.

## Riscoperta del sito di Lumbini
Nel 1896 gli archeologi nepalesi (guidati da Khadga Samsher Rana) scoprirono una grande pietra a colonna e la attribuirono ad Asoka. Le registrazioni fatte dal pellegrino cinese Fǎxiǎn vennero usate per identificare questo sito religioso.

## L'attuale Lumbini
Lumbini, dal 1997, è un patrimonio dell'umanità dell'UNESCO. Il sacro sito di Lumbini è contornato da una grande zona monastica, in cui sono stati edificati solo monasteri. La zona è divisa in orientale e occidentale; quella orientale contiene i monasteri di Theravada, l'occidentale quelli Mahayana e Vajrayana.
Lumbini contiene le rovine degli antichi monasteri, un sacro albero della Bodhi, un antico bacino per il bagno, la colonna di Asoka e il tempio dedicato alla Regina Maya, il luogo esatto della nascita del Buddha. Da mattina presto a sera tardi pellegrini provenienti da molti stati meditano in questo luogo.

## Galleria d'immagini

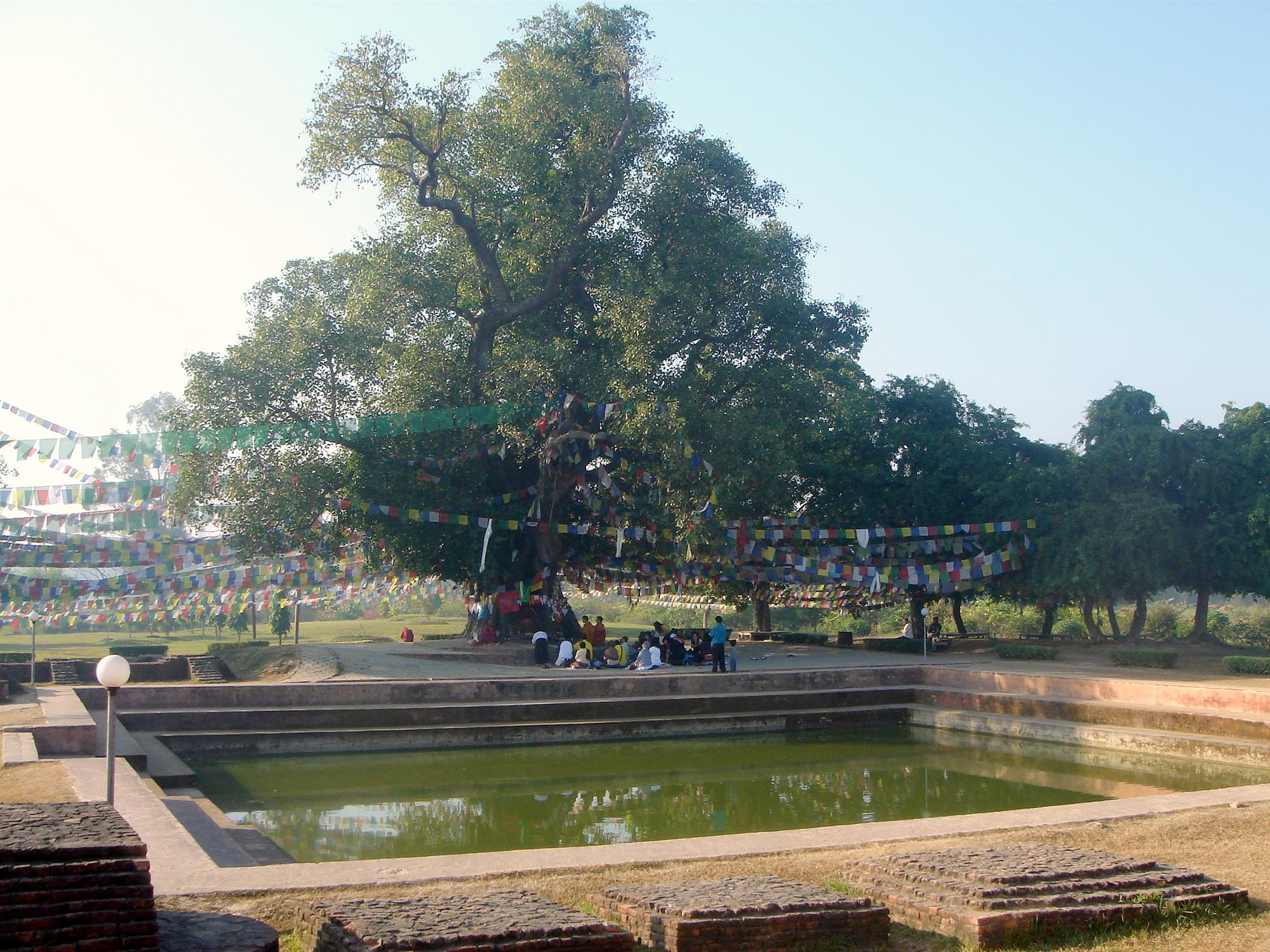
Albero della Bodhi e bagno di Lumbini
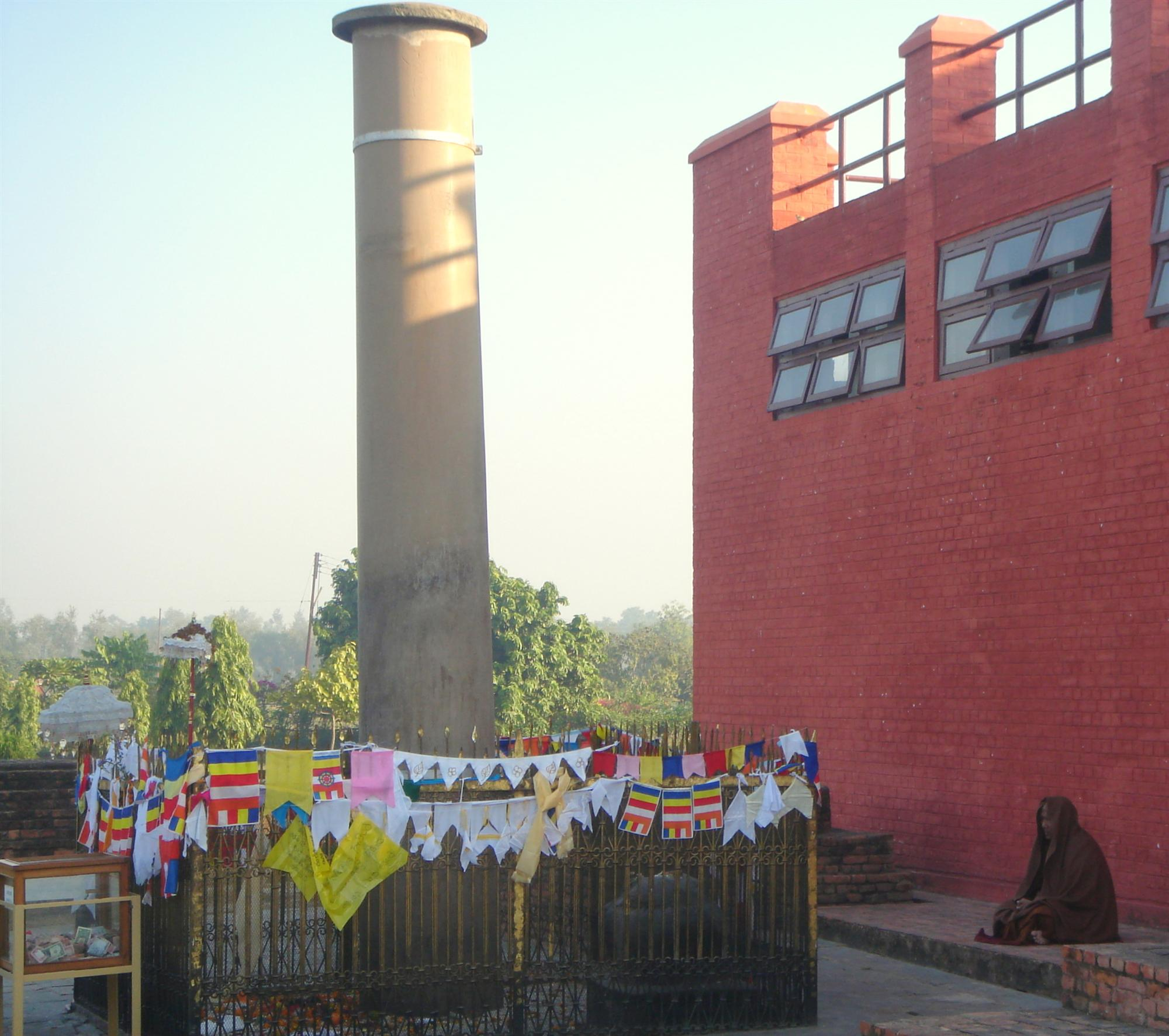
Colonna di Asoka
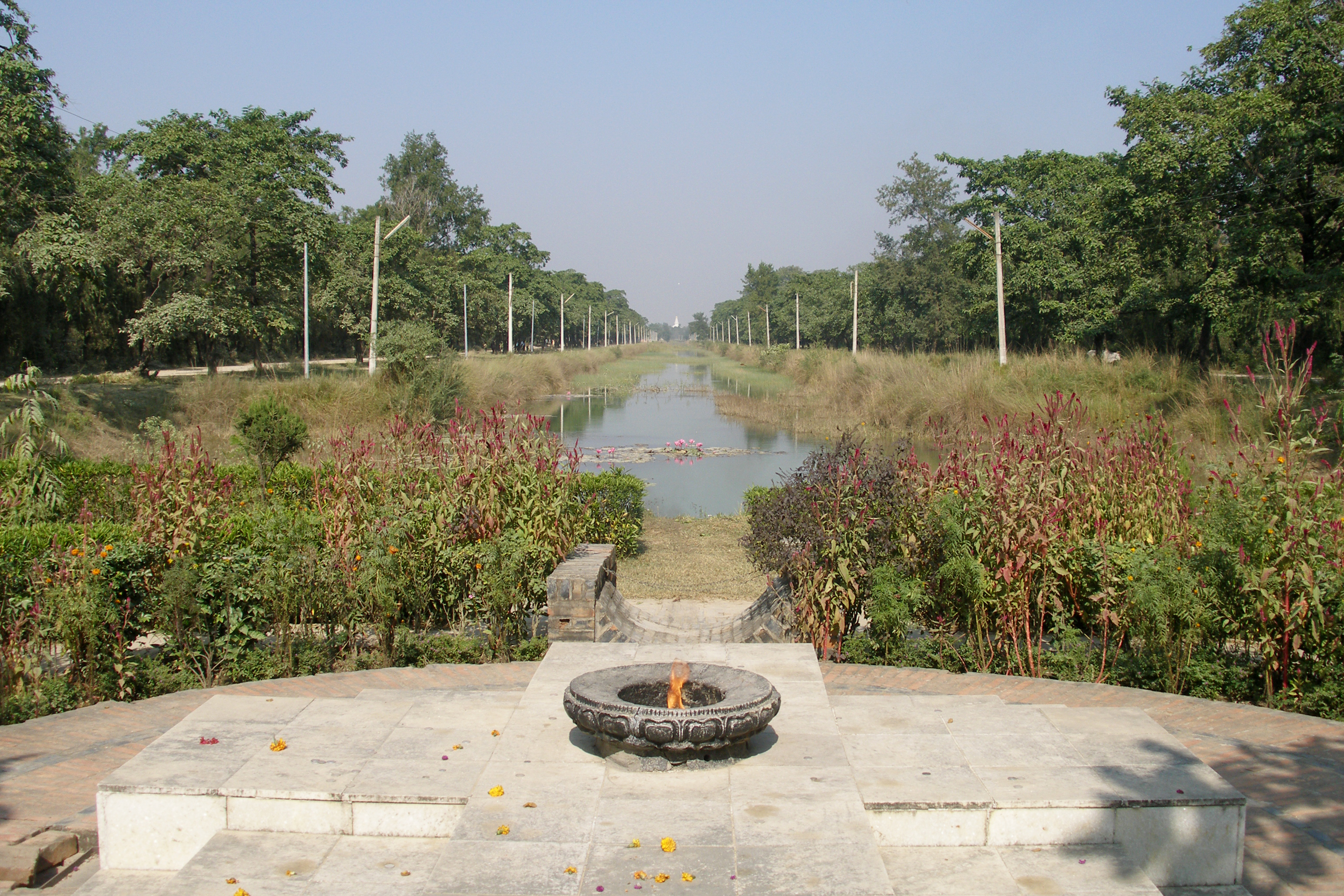
Fiamma dell'eterna pace
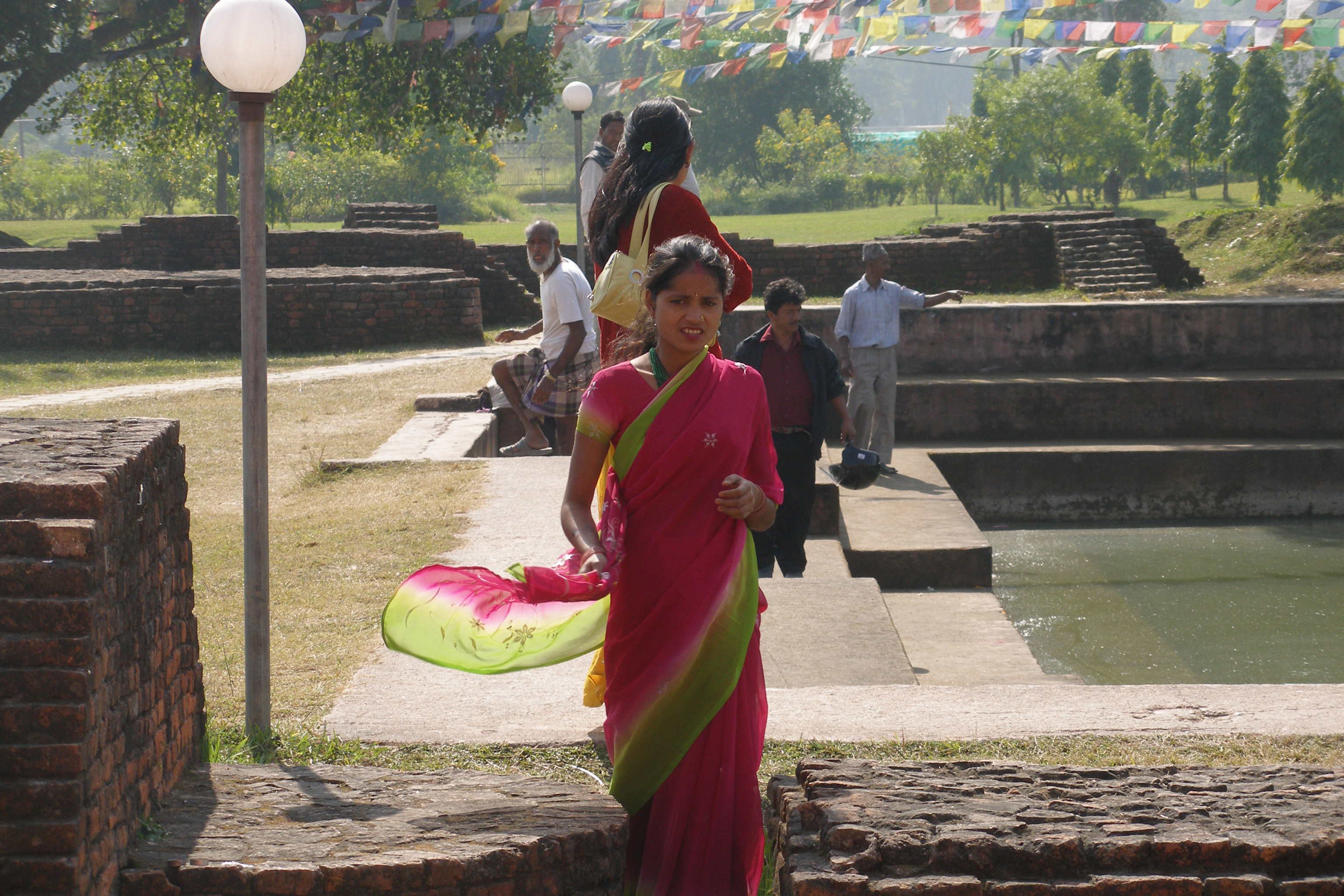
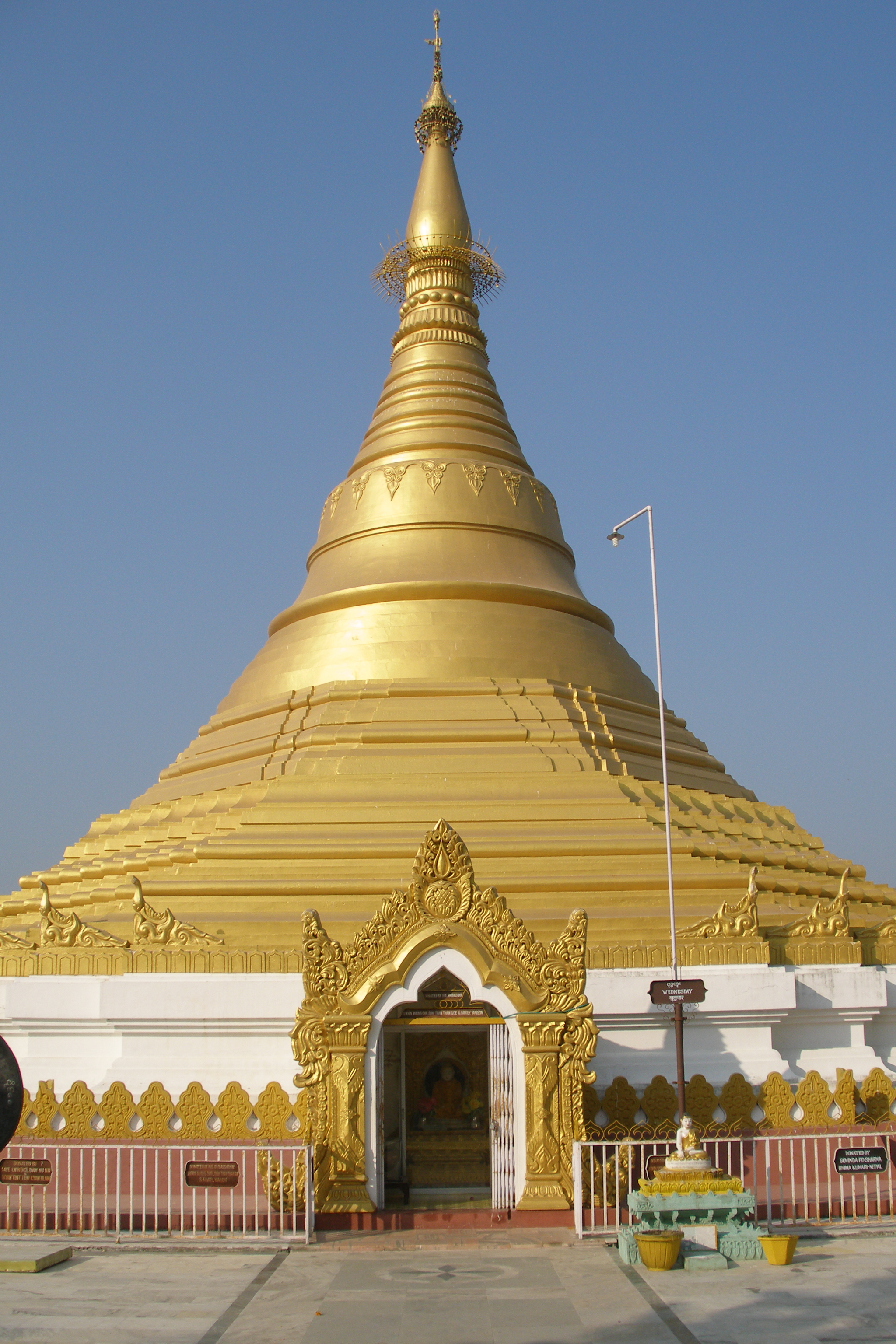
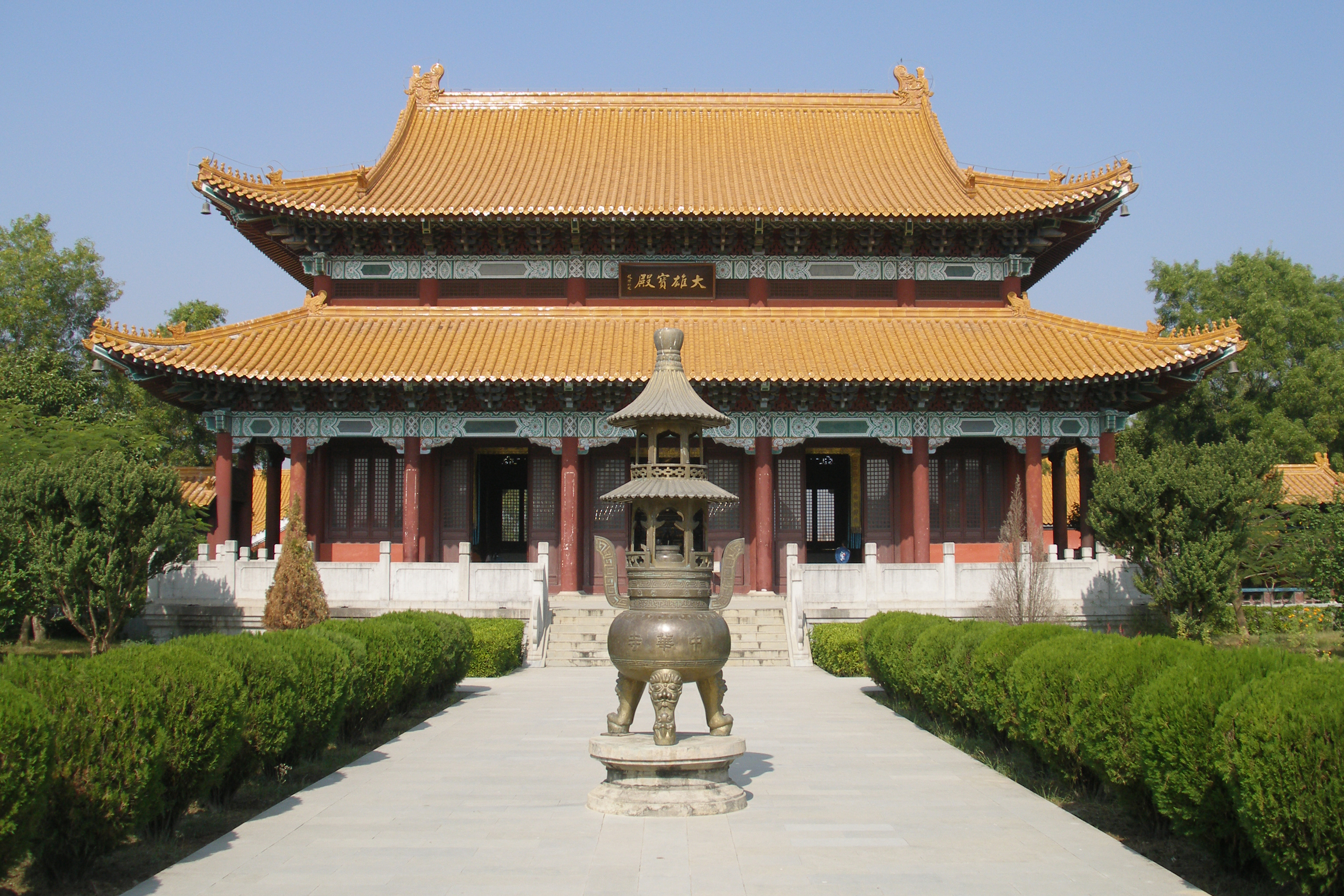
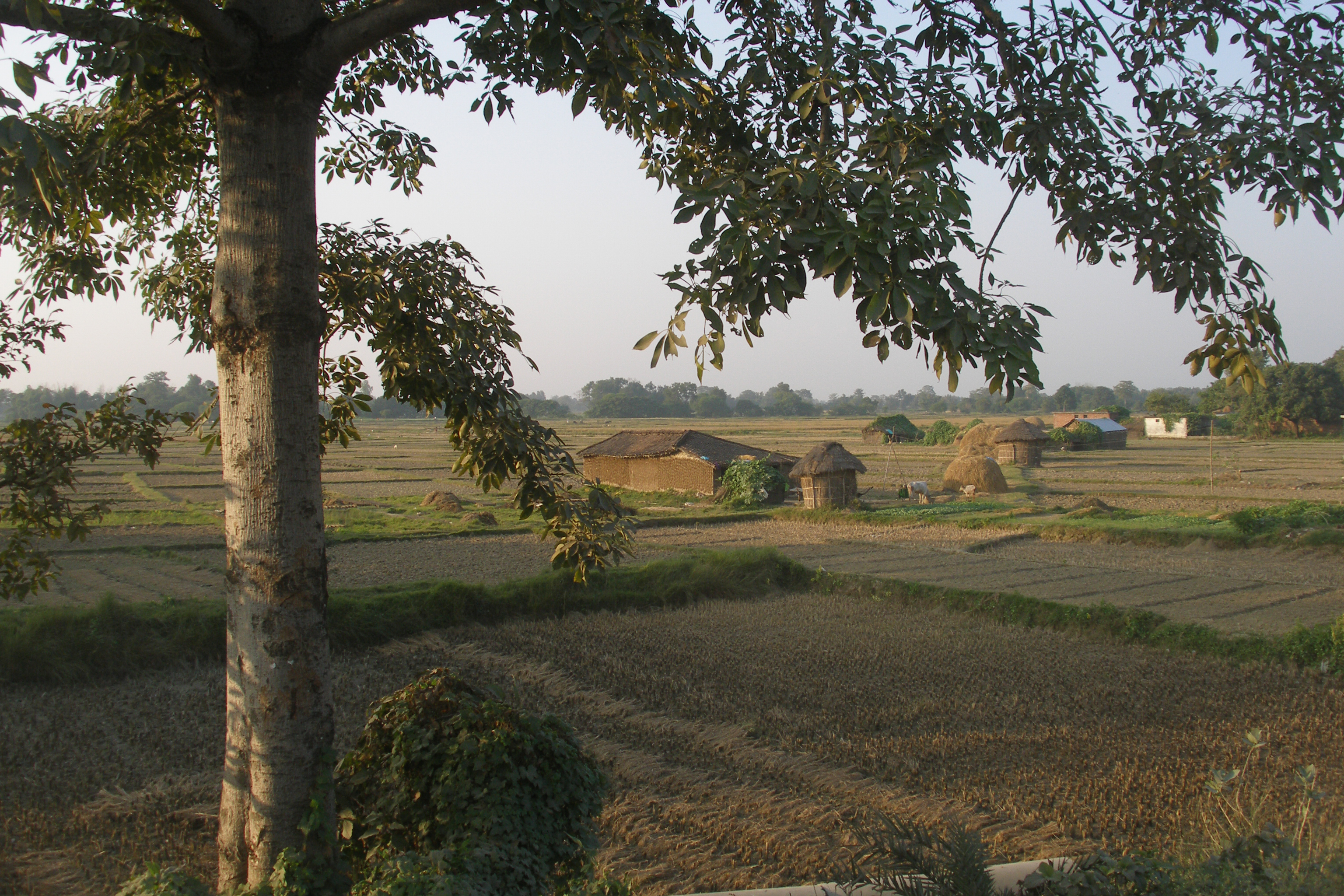